# Gračanica, Tuzla
Gračanica är en ort i Bosnien och Hercegovina.   Den ligger i entiteten Federationen Bosnien och Hercegovina, i den centrala delen av landet, 90 km norr om huvudstaden Sarajevo. Gračanica ligger 188 meter över havet och antalet invånare är 15 758.
Terrängen runt Gračanica är huvudsakligen lite kuperad. Gračanica ligger nere i en dal.Runt Gračanica är det ganska tätbefolkat, med 93 invånare per kvadratkilometer.. Närmaste större samhälle är Doboj, 17,9 km väster om Gračanica. 
Trakten runt Gračanica består till största delen av jordbruksmark.